# 이노우에 마사토시
이노우에 마사토시(일본어: 井上正利, 1606년 ~ 1675년 12월 24일)는 에도 시대 전기의 다이묘이다. 도토미 요코스카번 제2대 번주, 히타치 가사마번 초대 번주를 지냈다. 에도 막부에선 사사봉행을 맡았다. 하마마쓰번 이노우에가 제2대 당주.
| 전임 이노우에 마사나리 | 제2대 요코스카번 번주 (이노우에가) 1628년 ~ 1645년 | 후임 혼다 도시나가 |

| 전임 아사노 나가나오 | 제1대 가사마번 번주 (이노우에가) 1645년 ~ 1675년 | 후임 이노우에 마사토 |